# 大卫·特雷泽盖
大衛·沙治奧·查斯古特（法語：David Sergio Trézéguet，1977年10月15日—），生於法國鲁昂，法国足球运动員，司職前鋒。2015年1月21日特雷泽盖正式宣布退役，在职业生涯557场正式比赛里，特雷泽盖共攻进273球。特雷泽盖是法國國家足球隊贏得1998年世界盃及2000年歐國盃的功臣，FIFA 100之一。

## 生平
先世乃法國人，祖父輩移居阿根廷，而他則是在法國鲁昂出生，但在阿根廷布宜诺斯艾利斯成长。他原本在阿根廷球會效力，1995年被法國球會摩納哥招攬。1998年他以20歲之齡得以入選法國國家隊參與該屆世界盃，雖然球隊於決賽以3比0擊敗巴西首次奪得世界盃冠軍，但他貢獻不多。
世界杯後查斯古特一直未有其他球會斟介，仍然留在摩納哥。直到2000年歐洲國家盃決賽對陣意大利隊，他在比賽加時階段射入一個漂亮的黃金入球，令法國成為該屆歐洲國家盃盟主，自此一舉成名。同年更以1500萬鎊轉會費加盟意大利球會尤文图斯。
在尤文图斯五年查斯古特有一定表現，單在2001年便成為意甲聯賽神射手。只是他常受傷患影響，出場次數並不穩定，在之後時間也未有蟬聯神射手獎項。2005-2006年賽季查斯古特在首九場意甲聯賽，便已經入了九球，平均每一場都入一球，狀態甚勇。他與同隊瑞典人伊巴謙莫域成為了前鋒線上最佳拍檔。
2006年乃特雷泽盖職業生涯的黑暗期，先有尤文图斯因意甲醜聞被罰降級，並褫奪冠軍榮銜；2006年世界盃特雷泽盖又只能屈居後備，直到決賽加時尾段才有機會上陣，但卻於點球大戰中射失了唯一一球，使法國隊敗於意大利隊，得到亞軍。
2007-08年球季結束，特雷泽盖努力為尤文图斯取得意甲聯賽第三名，獲得歐聯入場券，但隨即又踏入另一個黑暗期，法國國家足球隊教練杜明尼治與特雷泽盖關係一直不和，於杜明尼治執教期間，特雷泽盖只為法國披甲5次，故此於2008年5月，特雷泽盖正式宣佈退出國家隊，專心為祖雲達斯應付本土聯賽及歐聯賽事，只不過事與願違，在9月與圣彼得堡泽尼特對賽的歐聯賽事，特雷泽盖膝部受傷，經隊醫診治後，認為需停賽至少5個月進行治療及休養，這意味著特雷泽盖將與尤文图斯的另外兩名主力保方和甘莫蘭尼斯一起缺席2008年餘下的所有賽事。
2010年8月，特雷泽盖轉投西甲「升班馬」靴高斯，離開效力了10个赛季的尤文图斯。為靴高斯上陣31場射入12球，惟隨著靴高斯護級失敗降班，查斯古特獲准自由轉會。隨即有多間球會表示有意簽入查斯古特，當中包括英超的阿斯顿维拉、斯旺西、法甲圣埃蒂安及意甲的那不勒斯。
2011年9月，特雷泽盖最終加盟阿聯酋球會巴尼亞斯，據報年薪為240萬美元。短短三個月後，特雷泽盖便宣布加盟阿根廷球會河床，实现了回到儿时成长的阿根廷踢球的愿望。他在19场乙级联赛中打入13球，帮助俱乐部重返阿根廷足球甲级联赛。
2015年，查斯古特正式宣傳掛靴，其後回到祖雲達斯擔任管理層工作。
特雷泽盖在十年法国国家队生涯中总共出场71次打入34球，他也入选了法国U-18、U-20、U-21青年队。特雷泽盖参加过1997年世青赛、1998年法国世界杯、2000年欧洲杯、2002年世界杯、2004年欧洲杯和2006年世界杯的比赛。尽管在此期间法国获得了1998年世界杯冠军和2006年世界杯的亚军，特雷泽盖最广为人知的是在2000年与意大利的欧洲杯决赛之中打入的制胜金球，帮助法国以2-1的比分在加时赛夺得冠军。此外，他在2006年世界杯决赛罚丢点球。特雷泽盖是2004年FIFA公布的历史上在世的最伟大的125名球员名单FIFA 100之一。

## 国家队榮譽
- 世界杯冠軍：1998
- 歐洲國家杯冠軍：2000
- 世界杯亞軍：2006

## 俱乐部榮譽
- 法国足球甲级聯賽冠軍：1996-1997，1999-2000
- 法国超级杯：1997
- 意大利甲組聯賽冠軍：2001-2002，2002-2003
- 意大利甲組聯賽亞軍：2007-2008
- 意大利乙組聯賽冠軍：2006-2007
- 意大利超级杯：2002,2003
- 欧洲冠军联赛亚军：2002-2003
- 阿根廷足球乙级联赛冠军：2011-2012

### 個人榮譽
- FIFA 世青赛银靴：1997
- UNFP法国联赛奥斯卡最佳年轻球员：1998
- 欧洲足联年度最佳阵容：2001
- 意大利甲組聯賽神射手：2001-2002
- 意大利甲組聯賽最佳球员：2001-2002
- 意大利甲組聯賽最佳外援：2001-2002
- 連續兩年(2008年,2009年)入選金足獎十人候選名單[4]
- FIFA 100